# باول جيمس (كاتب)
باول جيمس (بالإنجليزية: Paul James)‏ هو كاتب أمريكي، ولد في 17 يوليو 1931 في أوغدن في الولايات المتحدة، وتوفي في 6 أكتوبر 2018.